# Hiconius
Hiconius, que l'on trouve notamment sous la forme Iconius, est le second évêque de Maurienne mentionné vers la fin du VIe siècle et au tout début du siècle suivant. Il est considéré localement comme bienheureux.

## Biographie
La vie d'Hiconius,, — on trouve également les formes Iconius,, Aeconius/Aeconio,, Hychonius, Euchonius, Enchonius — n'est pas précisément connue. Les auteurs de l'ouvrage Saints et saintes de Savoie (1999) indique qu'il aurait été le disciple de Caldéolde/Chaoaldus, évêque de Vienne et que ce dernier l'aurait consacré. Cependant ce dernier ne monte sur le trône métropolitain de Vienne qu'en 654. 
La première mention d'Hiconus correspond à l'apposition de sa signature lors du Premier concile de Mâcon de 581 (Hiconius Episcopus Maurienatis),. Il signe à nouveau lors du Second concile de Mâcon, en 585,.
Selon une légende rapportée par Frédegaire, on lui attribue la découverte, vers 602, du corps de saint Victor (de), compagnon de saint Maurice d'Agaune, tous deux martyrisés au IIIe siècle. Le récit raconte que Hiconius aurait eu en songe la vision du corps du saint dans une église de Genève. Il se serait rendu dans la cité épiscopale et aurait rencontré son évêque, Rusticius / Patricius. Il aurait passé trois jours à prier et à jeuner dans l'église jusqu'au moment où une lumière aurait indiqué l'emplacement du corps du saint,,.
Hiconius serait mort vers 602 ou 605.
Besson (1759) et ses successeurs le qualifient de bienheureux, (beato Aeconio pontifice Mauriennense invenitur).